# Стариков, Игнат Михайлович
Игнат Михайлович Стариков (7 января 1924, Казахстан — 11 ноября 1991, Барнаул) — разведчик дивизионного разведывательного взвода 14-й гвардейской кавалерийской дивизии 7-го гвардейского кавалерийского корпуса 1-го Белорусского фронта, гвардии ефрейтор — на момент представления к награждению орденом Славы 1-й степени.

## Биография
Родился 7 января 1924 года в селе Чунджа Уйгурского района Алматинской области Республики Казахстан . Русский  Окончил 7 классов. Работал в колхозе.
В августе 1942 года был призван в Красную Армию. С июня 1943 года участвовал в боях с немецко-вражескими захватчиками. С первых дней на фронте Стариков проявил себя смелым, инициативным воином, стал разведчиком взвода пешей разведки. Сражался на Западном и 1-м Белорусском фронтах в составе 14-й гвардейской кавалерийской дивизии.
В ночь на 25 июля 1944 года рядовой Стариков в составе группы 50-го гвардейского кавалерийского полка участвовал в разведке вражеской обороны в районе города Люблин. В селе Зембежица разведчики столкнулись с группой вражеских солдат. Не растерявшись, рядовой Стариков вступил в неравный бой и огнём из автомата уничтожил двух противников, а четырёх взял в плен. В штабе полка «языки» дали ценные сведения о расположении своих подразделений. Приказом от 17 августа 1944 года гвардии красноармеец Стариков Игнат Михайлович награждён орденом Славы 3-й степени.
27 января 1945 года гвардии ефрейтор Стариков в составе разведгруппы выполнял боевое задание в районе города Зелёна-Гура. Гвардейцы вступили в бой с группой автоматчиков на двух бронетранспортёрах и первыми открыли огонь. В этой схватке Стариков лично противотанковой гранатой подбил бронетранспортёр и огнём из автомата уничтожил более 10-и вражеских солдат. Приказом от 12 марта 1945 года гвардии ефрейтор Стариков Игнат Михайлович награждён орденом Славы 2-й степени.
10 марта 1945 года, ведя разведку обороны противника в районе леса, что в трёх километрах западнее места Клетков, Стариков с двумя разведчиками наткнулся на засаду противника. Внезапно открыв огонь, немцы сразили боевых товарищей Старикова. Ефрейтор остался один. Часто меняя позицию, он вёл огонь из автомата, приближаясь к врагу. Противник решил, что к смельчаку подошло подкрепление, и отступил, оставив на поле пять убитых и ручной пулемёт. За этот бой гвардии ефрейтор Стариков был представлен к новой награде.
Указом Президиума Верховного Совета СССР от 15 ноября 1946 года за исключительное мужество, отвагу и бесстрашие, проявленные на заключительном этапе Великой Отечественной войны в боях со вражескими захватчиками гвардии ефрейтор Стариков Игнат Михайлович награждён орденом Славы 1-й степени. Стал полным кавалером ордена Славы.
В 1947 году И. М. Стариков был демобилизован. Жил и работал на станции Кандагач. Позднее переехал на Алтай — в город Барнаул. Работал на заводе «Трансмаш». Скончался 11 ноября 1991 года. Похоронен в Барнауле на Михайловском кладбище.
Награждён орденами Отечественной войны 1-й степени, двумя орденами Красной Звезды, Славы 1-й, 2-й, 3-й степени, медалями.